# Fleigneux
Fleigneux is een Franse gemeente in het departement Ardennes in de regio Grand Est. De gemeente maakt deel uit van het arrondissement Sedan.

## Geografie
De oppervlakte van Fleigneux bedraagt 13,65 vierkante kilometer; Op 1 januari 2022 was de bevolkingsdichtheid 16,3 inwoners per km².
De onderstaande kaart toont de ligging van Fleigneux met de belangrijkste infrastructuur en aangrenzende gemeenten.

## Demografie
Onderstaande figuur toont het verloop van het inwonertal.
Vanwege een beveiligingsprobleem met de MediaWiki Graph-software is het momenteel niet mogelijk deze grafiek weer te geven. Zodra de software is bijgewerkt zal de grafiek vanzelf weer zichtbaar worden.